# Qaraxıdır
Qaraxıdır är en ort i Azerbajdzjan.   Den ligger i distriktet Göyçay Rayonu, i den centrala delen av landet, 170 km väster om huvudstaden Baku. Qaraxıdır ligger 25 meter över havet och antalet invånare är 1 435.
Terrängen runt Qaraxıdır är platt åt sydväst, men åt nordost är den kuperad. Närmaste större samhälle är Geoktschai, 11,6 km nordväst om Qaraxıdır.
Trakten runt Qaraxıdır består till största delen av jordbruksmark. Runt Qaraxıdır är det ganska tätbefolkat, med 134 invånare per kvadratkilometer.